# NGC 5617
NGC 5617 est un amas ouvert situé dans la constellation du Centaure. Il a été découvert par l'astronome écossais James Dunlop en 1826.
Selon la classification des amas ouverts de Robert Trumpler, cet amas renferme entre 50 et 100 étoiles (lettre m) dont la concentration est forte (I) et dont les magnitudes se répartissent sur un grand intervalle (le chiffre 3). Toutefois, selon le catalogue Lynga, l'amas renferme plus de 100 étoiles (la lettre r). Cependant, Lynga indique que l'amas renferme 80 membres. Cette contradiction entre la classification et le nombre de membres n'est pas rare dans le catalogue Lynga.
Un autre amas ouvert se trouve dans la même région du ciel, il s'agit de Pismis 19 que l'on aperçoit au sud-est de NGC 5617. Pismis 19 est cependant plus éloigné, car sa parallaxe est égal à 0,255 ± 0,004 mas, ce qui correspond à une distance de 3 922 ± 62 pc (∼12 800 al).

## Observation
Avec une magnitude visuelle de 6,3, on peut aisément observer l'amas avec de petites jumelles.

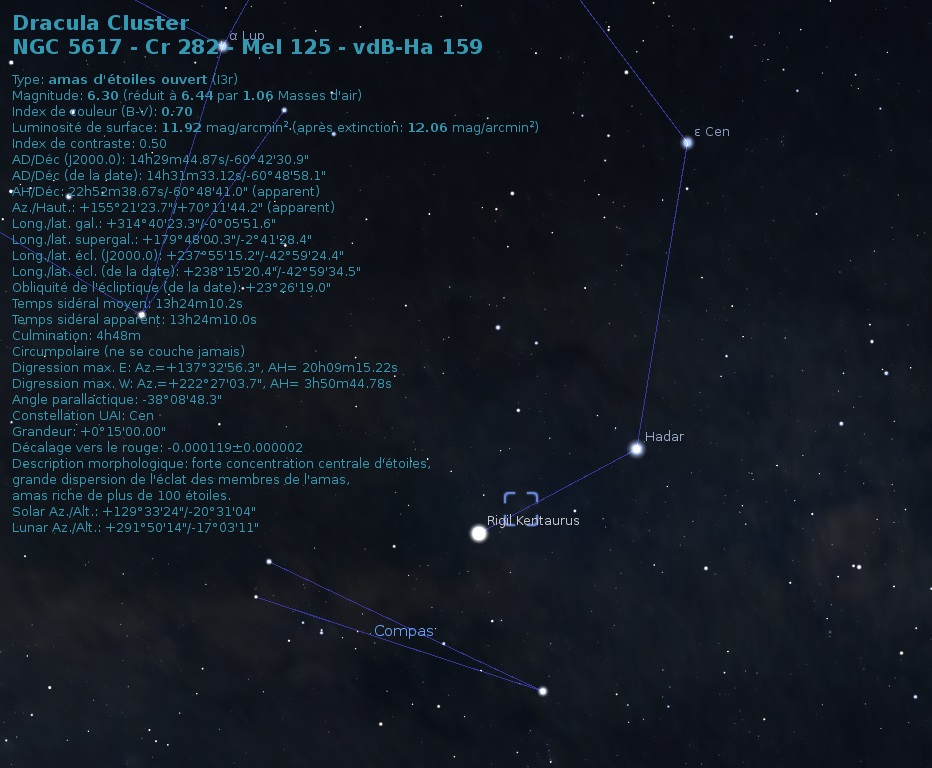
Localisation de NGC 5617 dans la constellation de Scorpion. (Stellarium)

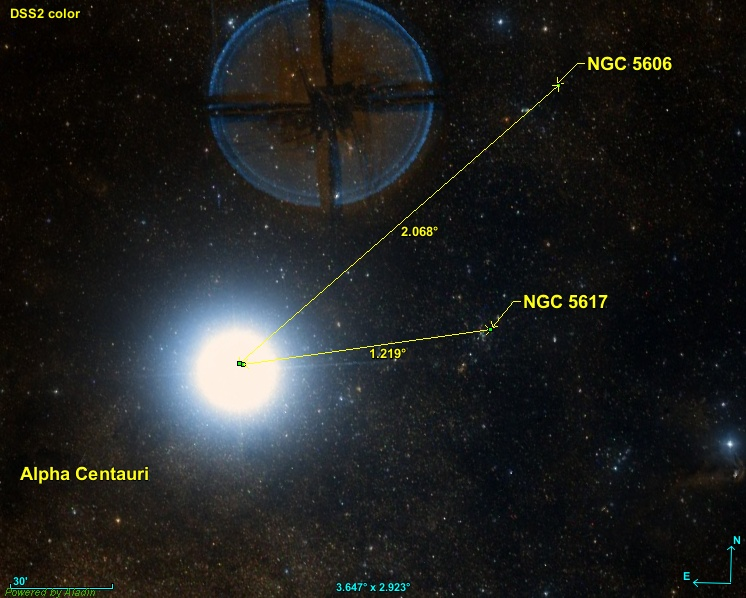
Position de NGC 5617 par rapport à deux étoiles.

NGC 5617 est situé à environ 1,2 degré au nord-ouest de l'étoile Alpha Centauri. L'amas ouvert NGC 5606 se trouve dans la même région du ciel.

## Caractéristiques

### Distance, taille et vitesse
La parallaxe moyenne des étoiles de l'amas a été obtenue des mesures effectuées par le satellite Gaia. Cinq valeurs différentes publiées dans de récents articles (2018 à 2021) sont indiquées sur la base de données Simbad : 0,422 ± 0,035 mas, 0,401 ± 0,054 mas, 0,410 ± 0,008 mas, 0,400 ± 0,048 mas, et 0,400 ± 0,002 mas. La valeur moyenne de la parallaxe est égale à 0,406 6 ± 0,029 4 mas, ce qui correspond à une distance de 2 459 +192
−166 pc.
Selon les sources, la taille apparente de l'amas est comprise entre 5,1′ et 10' ce qui, compte tenu de la distance comprise de 2 294 pc et 2 651 pc, et grâce à un calcul simple, équivaut à une taille réelle de 18,1 ± 7,0 al.
La base de données Simbad indique quatre valeurs de la vitesse l'amas: −35,44 ± 0,74 km/s, −35,80 ± 0,47 km/s, −35,135 ± 0,239 km/s et −34,74 ± 0,71 km/s. La moyenne et l'écart-type ces valeurs sont de −35,3 ± 0,5 km/s.

### Mouvement propre
Simbad indique six couples de valeurs pour le mouvement propre de l'amas, dont cinq différents, mais très semblables, qui proviennent d'articles publiés entre 2018 et 2020. Ces valeurs en ascension droite et en déclinaison sont :
- −5,681 ± 0,090 mas/an et −3,172 ± 0,115 mas/an[10]
- −5,641 ± 0,108 mas/an et −3,171 ± 0,147 mas/an[16]
- −5,66 ± 0,01 mas/an et −3,19 ± 0,01 mas/an[7]
- −5,641 ± 0,099 mas/an et −3,172 ± 0,146 mas/an[11],[12]
- −5,641 ± 0,004 mas/an et −3,172 ± 0,006 mas/an[13]

Le mouvement propre moyen obtenu de ces quatre valeurs en ascension droite et en déclinaison est égal à −5,653 ± 0,062 mas/an et −3,175 ± 0,085 mas/an, ce qui est presque indentique aux valeurs indiquées par Bisht et ses collègues, soit −5,66 ± 0,01 mas/an et −3,19 ± 0,01 mas/an.

### Métallicité
Simbad rapporte une seule valeur de la métallicité, soit 0,064. Selon cette valeur, le pourcentage d'éléments lourds (plus lourd que l'hydrogène et l'hélium) de cet amas est de 116% (100,064) de celui du Soleil.

### Âge
Webda et Lynga indiquent un âge de 82 millions d'années (log10=7,915 âge = 107,915),. Cet valeur est semblable aux 90 ± 10 Ma préconisés par Bisht et ses collègues.

## Les étoiles de NGC 5617
Selon Bisht et ses collègues, NGC 5617 renferme 584 membres et sa masse totale est d'environ 1 230 {\displaystyle M_{\odot }}. Ahumada et Lapasset indique dans une publication de 1994 qu'au moins neuf candidates au titre d'étoiles traînardes bleues sont membres de l'amas. Le tableau de ces étoiles et de leurs propriétés apparaît sur à sur cette page de VizieR. NGC 5617 renferme aussi deux géantes rouges.
Simbad montre aussi un bouton nommé Children. En cliquant sur ce bouton, on atteint une section de cette base de données qui renferme un tableau contenant 839 entrées pour NGC 5617. Cependant, des étoiles (les Children) peuvent apparaître plusieurs fois dans la deuxième colonne du tableau, d'où le nombre de liens bibliographiques qui est supérieure au nombre d'étoiles. La quatrième colonne de ce tableau indique la probabilité que l'étoile appartienne à l'amas. En cliquant sur le titre de cette colonne, on peut classer la probabilité par ordre croissant ou décroissant. En cliquant sur la désignation de l'étoile, on atteint la page de Simbad qui résume ses propriétés.

### Étoiles variables
NGC 5617 referme au moins une étoile de type Delta Scuti et une autre de type Gamma Doradus et quelques binaires à éclipses. Deux étoiles de l'amas sont aussi des candidates au titre d'étoile de type B à pulsation lente (SPB en anglais de slowly pulsating B-type star).